# Афластон

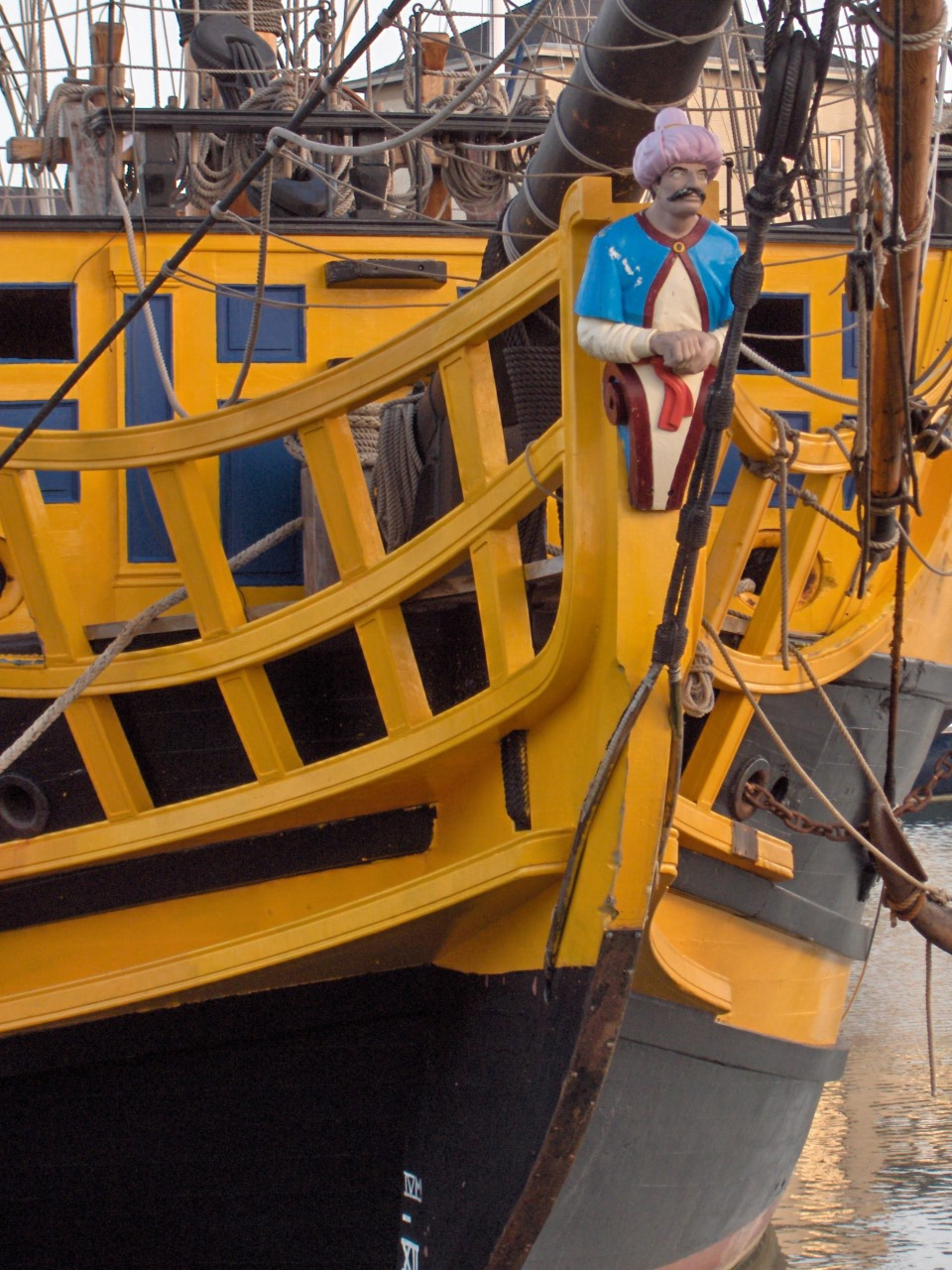
Носова фігура у вигляді фігури турка

Афластон (від грец. ἄφλαστον), гальюнна фігура, носова фігура — носова прикраса давніх вітрильників. Кріпилася до княвдигеда. У Європі перші кораблі з афластонами почали будувати близько 1500 року. Поширилися носові фігури з появою вітрильників типу галеон.